# 拉厄尼耶尔
拉厄尼耶尔（法語：La Heunière，法語發音：[la œnjɛʁ]）是法国厄尔省的一个市镇，属于埃夫勒区。

## 地理
拉厄尼耶尔（49°3'41"N, 1°24'51"E）面积3.07 平方千米，位于法国诺曼底大区厄尔省，该省份为法国北部内陆省份，北起滨海塞纳省，西接奧恩省和卡爾瓦多斯省，南至厄尔-卢瓦省，东临瓦兹省、瓦兹河谷省和伊夫林省。
与拉厄尼耶尔接壤的市镇（或旧市镇、城区）包括：杜安、圣樊尚代布瓦、韋爾農、圣马塞尔。

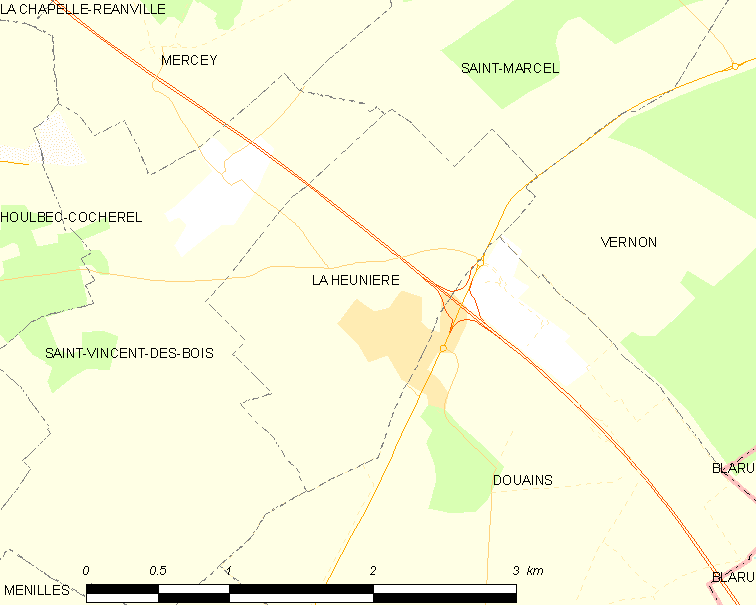
拉厄尼耶尔的OSM定位图

拉厄尼耶尔的时区为UTC+01:00、UTC+02:00（夏令时）。

## 行政
拉厄尼耶尔的邮政编码为27950，INSEE市镇编码为27336。

## 政治
拉厄尼耶尔所属的省级选区为厄尔河畔帕西县。

## 人口

1962-2008年间拉厄尼耶尔人口变化图示

拉厄尼耶尔于2022年1月1日时的人口数量为454人。